# Magnus von Oderzo

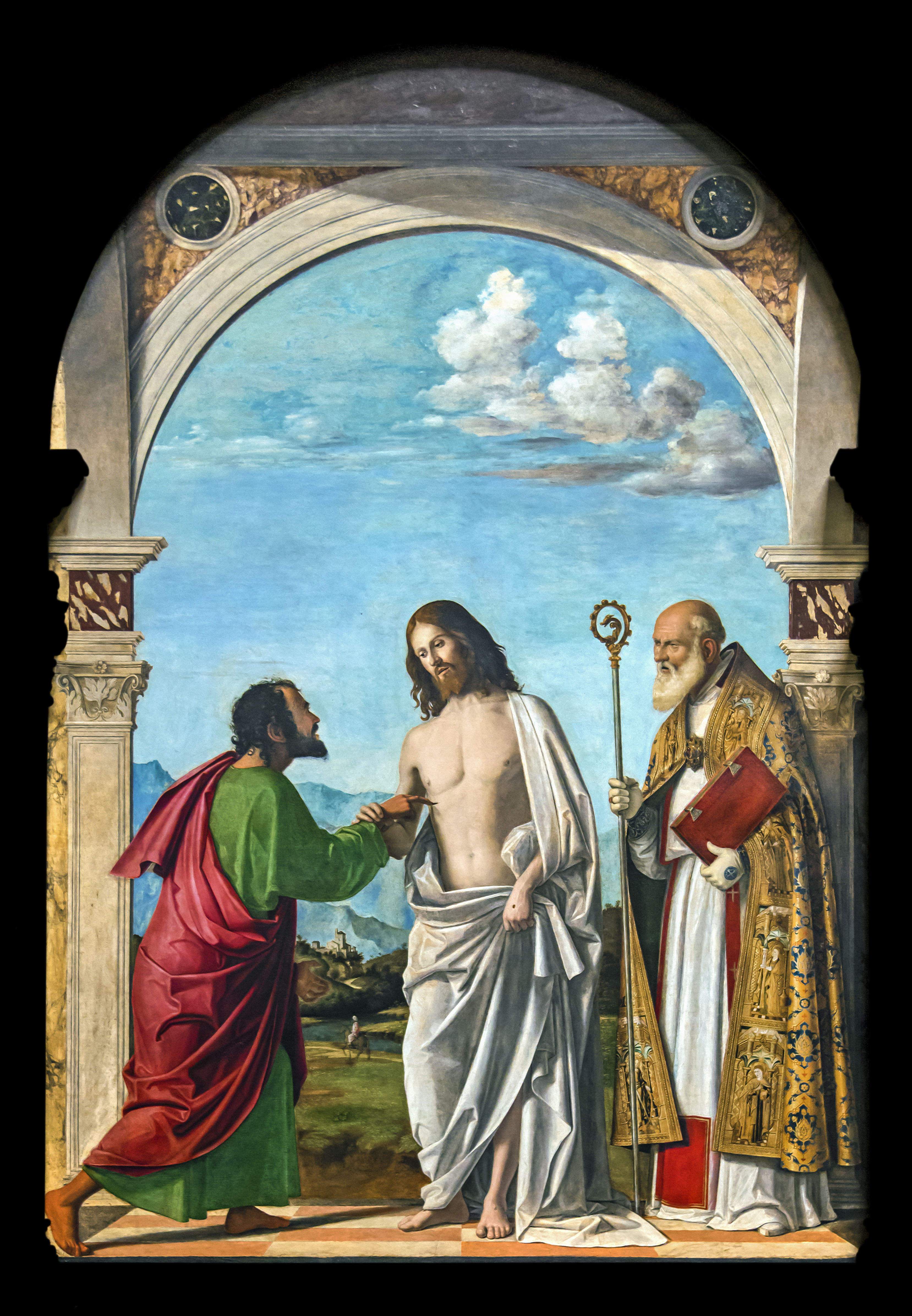
Der heilige Magnus von Oderzo mit dem auferstandenen Jesus und dem „ungläubigen“ Apostel Thomas, Gemälde von Cima da Conegliano

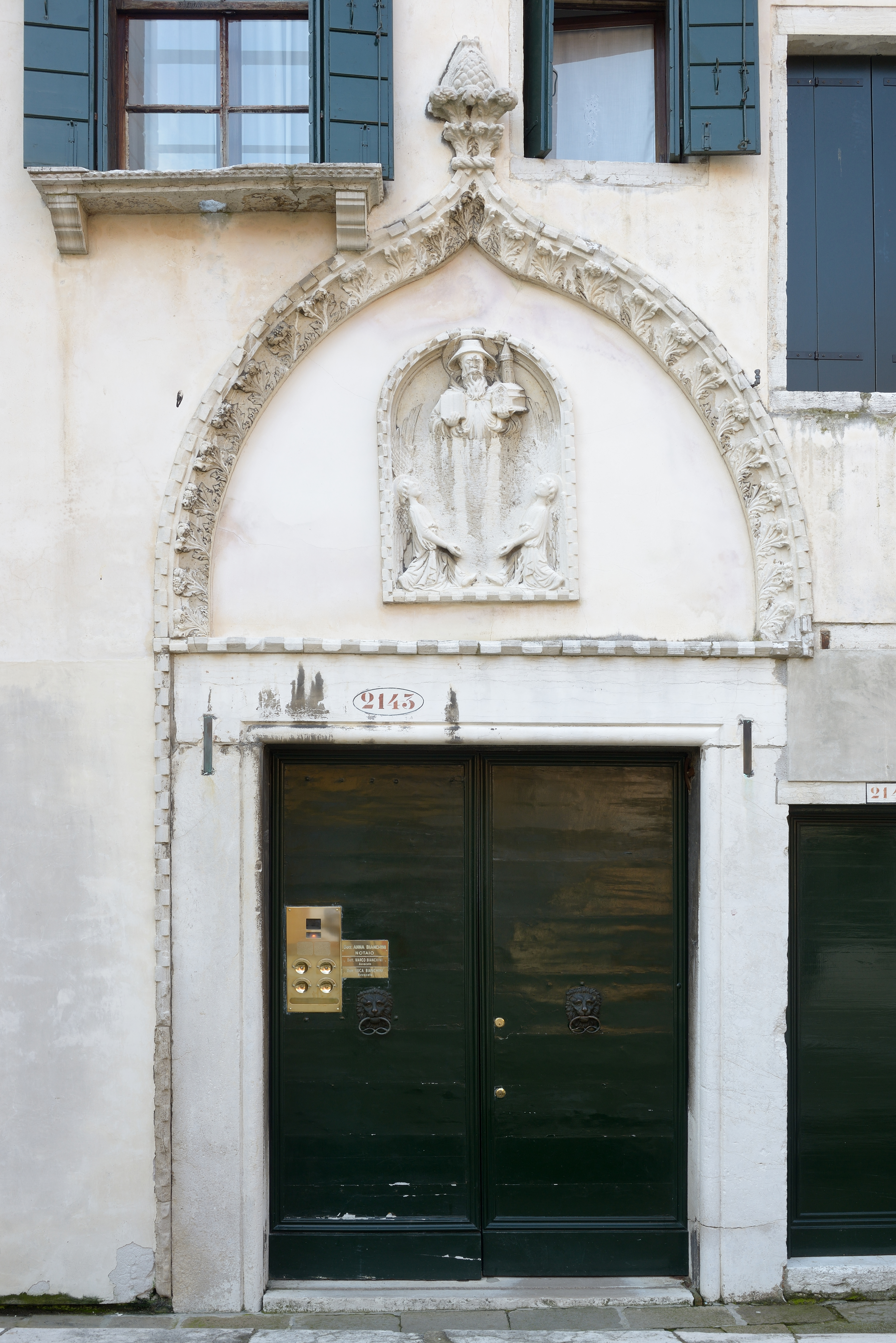
Relief mit einer Darstellung des Heiligen oberhalb der Eingangspforte des Palazzo Magno alla Maddalena am Campo della Maddalena im Sestiere Cannaregio, unmittelbar neben der namensgebenden Kirche gelegen

Magnus von Oderzo (* 580 in Altinum; † um 670 in Oderzo) war Bischof von Oderzo und Kirchengründer. Er wird in der katholischen Kirche als Heiliger verehrt.

## Leben
Über sein Leben gibt es keine zeitgenössischen Quellen. Nach der Tradition, der vor allem im 14. Jahrhundert einsetzenden, staatlich gesteuerten Geschichtsschreibung, wurde er als Sohn einer vornehmen Familie in Altinum geboren. Nach einer gründlichen Ausbildung bereitete er sich als Eremit auf den Priesterberuf vor. Er war ein eifriger Kämpfer gegen den Arianismus, der von den Langobarden gefördert wurde.
630 folgte er dem Heiligen Tiziano (Ticianus) als Bischof der Diözese Oderzo nach. Zu dieser Zeit war Oderzo formal noch unter der Herrschaft von Byzanz. Rothari, König der Langobarden, nutzte die Schwäche der Byzantiner aus und eroberte Oderzo, wie Paulus Diaconus berichtet. Die meisten Einwohner flohen unter der Führung des Bischofs auf die nahegelegenen Laguneninsel Melidisa und gründeten eine Stadt, die zu Ehren des Herakleios, des byzantinischen Kaisers der Jahre 610 bis 641, Heracleia genannt wurde. Papst Severinus gestattete Magnus, auch den Bischofssitz auf die Insel zu verlegen. 667 zerstörte Grimoald endgültig Oderzo und eine zweite Flüchtlingswelle traf auf der Insel ein. 
Bischof Magnus gilt als Gründer von acht Kirchen im heutigen Stadtgebiet von Venedig, nämlich von Santi Apostoli, San Pietro di Castello, Santa Maria Formosa, Santa Giustina, San Giovanni in Bragora, San Zaccaria, San Salvador und Angelo Raffaele.
Heracleia verlor ab dem frühen 9. Jahrhundert gegenüber Venedig an Bedeutung und wurde schließlich, wegen des Vordringens der Lagune, aufgegeben. Der Doge Pietro Ziani überführte die Gebeine des Heiligen am 6. Oktober 1206 nach Venedig in die Kirche San Geremia. 1459 erklärte der Senat diesen Tag zum Feiertag. 1563 wurde ein Arm des Heiligen in die Basilika San Marco gebracht, wo er am 6. Oktober dem Dogen und den Gläubigen in einem prunkvollen Reliquiar zur Verehrung gezeigt wurde. 1956 kehrten die Gebeine in das neue Eraclea zurück.
Cima da Conegliano hat den Heiligen zusammen mit dem Apostel Thomas in einem Gemälde dargestellt, das sich heute in der Accademia (Venedig) befindet.